# Investiční životní pojištění
Investiční životní pojištění vzniklo jako alternativa k produktu Kapitálové životní pojištění. V České republice se tento produkt začal v roce 2002 a v roce 2003 masivně rozšiřovat mezi běžnou klientelu. Hlavní prodejní argumenty byly slibované zajímavé výnosy. To se v ČR nenaplnilo a navíc většina pojistných smluv je neplatná a hrozí zpětné vymáhání. Investiční životní pojištění je však třeba brát primárně jako pojistný produkt, jehož cílem je stále krytí rizik, tedy následků úrazů a nemocí.

## Charakteristika
Investiční životní pojištění je pojistný nástroj, který kombinuje pojistný produkt s investičním produktem. Patří do skupiny produktů komerčního pojištění. Smyslem produktu je  zajistit životní úroveň pojištěného a jeho rodiny i v případě zdravotních problémů nebo úmrtí pojištěného, ale také vytvořit finanční rezervy, čímž se liší od klasického životního pojištění. 
U tohoto druhu životního pojištění klient obvykle získá peníze i v případě, že se žádná pojistná událost neuskuteční. Stačí, aby se dožil konce smlouvy. Přesto je tento druh kombinovaného produktu zpravidla velmi netransparentní a má velmi nízké výnosy, v reálné hodnotě mnohdy i záporné. Jeho výhoda je ale v tom, že lze část nákladu na něj za jistých okolností odečíst z daní a že na něj může přispívat i zaměstnavatel, který si též tento příspěvek může odečíst z daňového základu. Odečitatelný příspěvek může být až do výše 50000 Kč ročně.

## Složení investičního životního pojištění
Investiční životní pojištění (IŽP) je smlouva mezi soukromou osobou (pojistník), osobou pojištěnou (pojištěný) a pojišťovnou (pojistitel), ve které se pojistitel zavazuje plnit v případě pojistné události za sjednaná rizika. Investiční životní pojištění se skládá ze dvou částí. První část je riziková a druhá část je rezervotvorná.

### Riziková část
Riziková část IŽP umožňuje různá pojištění a připojištění. Hlavním pojištěním je pojištění pro případ smrti, které je vyžadováno vždy, někdy však jen na symbolickou částku ve výši 2000 Kč. Další pojištění, které lze ve smlouvě sjednat, může být: smrt úrazem, denní odškodné v případě úrazu, pracovní neschopnost, trvalé následky úrazu, hospitalizace, invalidita prvního, druhého a třetího stupně, závažná onemocnění, případně různé asistenční služby lékařů.

#### Pojistné podmínky
Nejdůležitější částí pojistné smlouvy jsou pojistné podmínky. Pojistné podmínky vymezují vztah mezi pojistníkem, pojištěným a pojistitelem. Definují pojistné události, rovněž obsahují výluky, tedy situace, kdy není pojistitel povinen plnit. Dále obsahují sazebník poplatků.

#### Výluky
Každé pojistné podmínky obsahují řadu výluk. Někdy jde o výluky zcela běžné, například když se vám stane úraz při páchání trestné činnosti nebo se úmyslně sebepoškozujete. Některé výluky ale mohou být neodůvodněné a je tak třeba vybrat pojišťovnu a pojistný produkt, který vám bude vyhovovat z pohledu pojistných podmínek a výluk.

#### Čekací (karenční) doby
Pojistné události krátce po sjednání pojistné smlouvy mohou být problematické z hlediska čekací doby, ve které pojišťovna nemusí plnit. U úrazových připojištění čekací doby standardně nejsou, ale například u pracovní neschopnosti z důvodu nemoci je čekací doba standardně 3 měsíce od počátku pojištění. Pokud omarodíte v této lhůtě, pojišťovna nemusí plnit. V případě invalidity je čekací době většinou 12 až 24 měsíců.

#### Poplatky
Poplatky spojené s rizikovou částí životního pojištění jsou uvedeny v pojistných podmínkách. Platí pravidlo, že čím je člověk starší, tím platí vyšší rizikové poplatky. Vliv má také zdravotní stav. Čím horší zdravotní stav máte, tím budete platit více a nebo vás žádná pojišťovna nepojistí.

### Rezervotvorná část
Rezervotvorná část umožňuje pojistníkovi vytvořit finanční rezervu v pojistném produktu. Pojistník si sám nastavuje investiční strategii s ohledem na svůj investiční horizont a vnímání rizika. Lze zvolit dynamickou strategie stejně tak jako fond s garantovaným zhodnocením.

#### Likvidita peněz, mimořádné výběry
Vytváření rezerv v produktu investičního životního pojištění není moc vhodné, neboť výběr peněz trvá delší dobu než z podílového fondu a rovněž záleží i na pojistných podmínkách daného produktu, jestli umožňuje mimořádné výběry a jak jsou tyto výběry zpoplatňuje. Například Česká pojišťovna má v pojistných podmínkách, že pojistitel si vyhrazuje právo žádost o mimořádný výběr zamítnout.

#### Poplatky
Na zhodnocení peněz v rezervotvorné části investičního životního pojištění mají vliv poplatky. Standardně se jedná o tyto poplatky: poplatek za sjednání smlouvy, poplatek za vedení smlouvy, inkasní poplatek, alokační poplatek, manažerský poplatek a dále poplatky na straně investiční společnosti, která daný fond spravuje. Existuje několik ukazatelů nákladovosti rezervotvorné složky investičního pojištění, například TANK nebo SUN. Veškeré ukazatele dokazují, že investiční životní pojištění je velmi nevhodný produkt na vytváření finančních rezerv.

#### Odbytné
Pokud se rozhodnete pro mimořádný výběr nebo pro předčasné ukončení pojistné smlouvy, máte nárok na takzvané odbytné. Nárok na odbytné však nemáte při ukončení pojistné smlouvy do dvou let od počátku pojistné smlouvy. Odbytné je částka, která je pojistníkovi vyplacena. Odbytné se počítá tak, že si pojišťovna strhne z vytvořené rezervy pojistníka poplatky dle pojistných podmínek. Výslednou částku vyplatí klientovi.

## Investiční životní pojištění a daně
Investiční životní pojištění je podporováno státem, který pojištěnému umožňuje daňové úlevy. Zákon o daních z příjmů umožňuje odepisovat ze základu daně z příjmů příspěvek na životní pojištění. Maximální odečitatelná částka činí 12000 Kč ročně. Tato celková částka se nemění ani při uzavření více pojistných smluv. 
Leden 2017 přinesl pro pojištěnce ještě větší daňové výhody. Pokud má klient správně nastavenou smlouvu, bude si moci snížit daňový základ až o 24 tisíc korun. Při čerpání maximálního daňového odpočtu ve výši 24 000 korun dochází k daňové úspoře 3 600 Kč (15 % z 24 000 Kč).
Podmínky smlouvy musí být: 
- Pojistné musí být vyplaceno nejdříve v 60 letech a zároveň nejdříve pět let od uzavření smlouvy.
- Obsahuje-li pojištění pevnou částku pro případ dožití, musí být její minimální výše 40.000 Kč pro smlouvy na 5 - 15 let a 70.000 Kč pro smlouvy nad 16 let.
- Dále musí být pojištěná osoba plátcem pojištění a plátcem daně z příjmu.
- Smlouva také nesmí umožňovat průběžné výběry.
- Ze základu daně není možné odečítat příspěvky na životní pojištění od zaměstnavatele.[4]

Pozor, pokud dojde k předčasnému ukončení smlouvy, je nutné všechny uplatněné úlevy zpětně dodanit a vrátit tak státu. To platí jak pro daňové úlevy na platby klienta, tak na daňové úlevy na příspěvky zaměstnavatele.